# علی‌پور، کارناتاکا
علی‌پور، کارناتاکا (به انگلیسی: Alipur, Karnataka) یک منطقهٔ مسکونی در هند است که در کارناتاکا واقع شده‌است.

## خصوصیات
علی‌پور ۱۷٬۰۰۰ نفر جمعیت دارد.